# U-21-Fußball-Europameisterschaft 1992
Die U-21-Fußball-Europameisterschaft 1992 wurde, einschließlich Qualifikation, vom 29. Mai 1990 bis zum 3. Juni 1992 ausgetragen. Titelverteidiger Sowjetunion, Österreich und die Schweiz scheiterten bereits in der Qualifikation. Deutschland qualifizierte sich als Gruppensieger für das Viertelfinale, wo man jedoch gegen Schottland ausschied.
Das Turnier gewann Italien, das damit erstmals Fußball-Europameister im U-21-Bereich wurde.
Das Turnier diente auch als europäische Qualifikation für das Fußballturnier der Männer bei den Olympischen Spielen 1992 in Barcelona. Neben Gastgeber Spanien konnten sich Dänemark, Italien, Polen und Schweden für die Olympischen Sommerspiele 1992 qualifizieren, während die Niederlande eine Qualifikation gegen Australien bestreiten musste und dabei ausschied.

## Modus
Die 32 Nationalteams wurden in acht Gruppen – sechs Gruppen zu vier Teams, eine Gruppe mit drei Teams und eine Gruppe mit fünf Teams – gelost. Die Nationalauswahlen hatten ihre Begegnungen mit Hin- und Rückspiel auszutragen. Die jeweiligen Gruppensieger (gelb gekennzeichnet) waren für das Viertelfinale qualifiziert, ab dem im K.-o.-System mit Hin- und Rückspiel bis zum Finale gespielt wurde.

## Teilnehmer
| Gruppe 1         | Gruppe 2   | Gruppe 3    | Gruppe 4    |
| ---------------- | ---------- | ----------- | ----------- |
| Albanien         | Bulgarien  | Italien     | Dänemark    |
| Frankreich       | Rumänien   | Norwegen    | Österreich  |
| Island           | Schottland | Sowjetunion | San Marino  |
| Spanien          | Schweiz    | Ungarn      | Jugoslawien |
| Tschechoslowakei |            |             |             |

| Gruppe 5    | Gruppe 6    | Gruppe 7 | Gruppe 8     |
| ----------- | ----------- | -------- | ------------ |
| Belgien     | Finnland    | England  | Griechenland |
| Deutschland | Malta       | Irland   | Israel       |
| Luxemburg   | Niederlande | Polen    | Schweden     |
|             | Portugal    | Türkei   | Zypern       |

## Abschneiden der deutschsprachigen Mannschaften

### Deutschland
Keine Blöße gab sich Deutschland in der Qualifikationsgruppe 5, die lediglich aus drei Mannschaften bestand. Deutschland gewann nicht nur beide Spiele gegen Luxemburg, sondern setzte sich auch gegen Belgien mit zwei klaren Erfolgen durch, womit der erste Gruppenplatz und die Qualifikation für das Viertelfinale erreicht wurde.
Im Viertelfinale wurde der deutschen Auswahl Schottland zugelost. Im ersten Spiel in Bochum kam Deutschland nach einem 0:1-Rückstand über ein 1:1-Unentschieden nicht hinaus. Im Rückspiel in Aberdeen standen die Zeichen lange Zeit auf Sieg. Deutschland lag zuerst 2:0 und nach einer Stunde 3:1 in Führung, musste aber im Finish nicht nur den Ausgleich zum 3:3 hinnehmen, der noch immer zum Aufstieg gereicht hätte. Der 4:3-Siegestreffer drei Minuten vor Schluss machte aber die Hoffnungen Deutschlands auf den Aufstieg zunichte.

### Österreich
Mit Dänemark und Jugoslawien hatte Österreich in Gruppe 4 zwei übermächtige Gegner zu bekämpfen. Während die rot-weiß-rote Auswahl gegen Jugoslawien beide Spiele verlor, konnte sie gegen den späteren Gruppensieger Dänemark in beiden Spielen Unentschieden erreichen. Am Ende sollte dies dennoch nur zum dritten Platz vor dem tor- und punktelosen Schlusslicht San Marino reichen.

### Schweiz
Enttäuschend verlief die Qualifikation für die Schweiz in Gruppe 2. Gleich zum Auftakt gab es gegen Bulgarien eine 0:2-Heimniederlage. Die Serie der Niederlagen sollte sich in den folgenden vier Spielen fortsetzen. Erst im letzten Spiel konnte die Schweiz mit einem 3:1-Sieg in Rumänien einen Achtungserfolg feiern. Dennoch reichte dieser einzige Sieg nur zum letzten Gruppenplatz.

## Qualifikation

### Gruppe 1
Tabelle
| Pl. | Land             | Sp. | S | U | N | Tore    | Diff. | Punkte |
| --- | ---------------- | --- | - | - | - | ------- | ----- | ------ |
| 1.  | Tschechoslowakei | 8   | 7 | 1 | 0 | 023:400 | +19   | 22     |
| 2.  | Frankreich       | 8   | 3 | 2 | 3 | 007:500 | +2    | 11     |
| 3.  | Spanien          | 7   | 3 | 2 | 2 | 006:500 | +1    | 11     |
| 4.  | Albanien         | 7   | 1 | 2 | 4 | 003:130 | −10   | 05     |
| 5.  | Island           | 8   | 1 | 1 | 6 | 003:150 | −12   | 04     |

Spielergebnisse
| 29. Mai 1990       | Island           | – | Albanien         | 0:0 |
| 4. September 1990  | Island           | – | Frankreich       | 0:1 |
| 25. September 1990 | Tschechoslowakei | – | Island           | 7:0 |
| 9. Oktober 1990    | Spanien          | – | Island           | 2:0 |
| 12. Oktober 1990   | Frankreich       | – | Tschechoslowakei | 1:2 |
| 13. November 1990  | Tschechoslowakei | – | Spanien          | 3:1 |
| 16. November 1990  | Albanien         | – | Frankreich       | 0:0 |
| 18. Dezember 1990  | Spanien          | – | Albanien         | 1:0 |
| 19. Februar 1991   | Frankreich       | – | Spanien          | 0:1 |
| 29. März 1991      | Frankreich       | – | Albanien         | 3:0 |

### Gruppe 2
Tabelle
| Pl. | Land       | Sp. | S | U | N | Tore    | Diff. | Punkte |
| --- | ---------- | --- | - | - | - | ------- | ----- | ------ |
| 1.  | Schottland | 6   | 5 | 0 | 1 | 013:500 | +8    | 15     |
| 2.  | Bulgarien  | 6   | 4 | 0 | 2 | 006:200 | +4    | 12     |
| 3.  | Rumänien   | 6   | 2 | 0 | 4 | 005:900 | −4    | 06     |
| 4.  | Schweiz    | 6   | 1 | 0 | 5 | 005:130 | −8    | 03     |

Spielergebnisse
| 11. September 1990                                                                                                 | Yverdon     | Schweiz    | – | Bulgarien  | 0:2 |
| Tore: 0:1 Donkov (51.), 0:2 Jotov (87.)                                                                            |             |            |   |            |     |
| 11. September 1990                                                                                                 |             | Schottland | – | Rumänien   | 2:0 |
| 16. Oktober 1990                                                                                                   |             | Rumänien   | – | Bulgarien  | 0:1 |
| 16. Oktober 1990                                                                                                   | Dunfermline | Schottland | – | Schweiz    | 4:2 |
| Tore: 1:0 Creaney (4.), 1:1 Walker (21.), 2:1 Findlay (31.), 2:2 Fink (49.), 3:2 Connolly (55.), 4:2 Findlay (70.) |             |            |   |            |     |
| 13. November 1990                                                                                                  |             | Bulgarien  | – | Schottland | 2:0 |
| 26. März 1991 |             | Schottland | – | Bulgarien  | 1:0 |
| 2. April 1991 | Freiburg    | Schweiz    | – | Rumänien   | 0:2 |
| Tore: 0:1 Basarab (27.), 0:2 Basarab (89.)                                                                         |             |            |   |            |     |

### Gruppe 3
Tabelle
| Pl. | Land        | Sp. | S | U | N | Tore    | Diff. | Punkte |
| --- | ----------- | --- | - | - | - | ------- | ----- | ------ |
| 1.  | Italien     | 6   | 4 | 1 | 1 | 006:800 | −2    | 13     |
| 2.  | Norwegen    | 6   | 3 | 1 | 2 | 013:600 | +7    | 10     |
| 3.  | Sowjetunion | 6   | 2 | 3 | 1 | 006:400 | +2    | 09     |
| 4.  | Ungarn      | 6   | 0 | 1 | 5 | 001:800 | −7    | 01     |

Spielergebnisse
| 11. September 1990 | Sowjetunion | – | Norwegen    | 2:2 |
| 9. Oktober 1990    | Norwegen    | – | Ungarn      | 3:1 |
| 18. Oktober 1990   | Italien     | – | Ungarn      | 1:0 |
| 18. April 1991     | Ungarn      | – | Sowjetunion | 0:0 |
| 2. Mai 1991        | Ungarn      | – | Italien     | 0:1 |
| 5. Juni 1991       | Norwegen    | – | Italien     | 6:0 |

### Gruppe 4
Tabelle
| Pl. | Land        | Sp. | S | U | N | Tore    | Diff. | Punkte |
| --- | ----------- | --- | - | - | - | ------- | ----- | ------ |
| 1.  | Dänemark    | 6   | 4 | 2 | 0 | 021:400 | +17   | 14     |
| 2.  | Jugoslawien | 6   | 4 | 0 | 2 | 011:100 | +1    | 12     |
| 3.  | Österreich  | 6   | 2 | 2 | 2 | 008:500 | +3    | 08     |
| 4.  | San Marino  | 6   | 0 | 0 | 6 | 000:210 | −21   | 0      |

Spielergebnisse
| 17. Oktober 1990                                       |            | San Marino  | – | Dänemark    | 0:3 |
| 30. Oktober 1990                                       | Maribor    | Jugoslawien | – | Österreich  | 1:0 |
| Tore: 1:0 Jugovic (56.)                                |            |             |   |             |     |
| 13. November 1990                                      |            | Dänemark    | – | Jugoslawien | 3:0 |
| 21. November 1990                                      | Serravalle | San Marino  | – | Österreich  | 0:2 |
| Tore: 0:1 Wetl (18.), 0:2 Gschnaidtner (44.)           |            |             |   |             |     |
| 13. März 1991                                          |            | Jugoslawien | – | San Marino  | 5:0 |
| 3. April 1991                                          | Schwechat  | Österreich  | – | San Marino  | 3:0 |
| Tore: 1:0 Bleyer (68.), 2:0 Wetl (75.), 3:0 Wetl (87.) |            |             |   |             |     |

### Gruppe 5
Tabelle
| Pl. | Land        | Sp. | S | U | N | Tore    | Diff. | Punkte |
| --- | ----------- | --- | - | - | - | ------- | ----- | ------ |
| 1.  | Deutschland | 4   | 4 | 0 | 0 | 012:100 | +11   | 12     |
| 2.  | Belgien     | 4   | 2 | 0 | 2 | 005:600 | −1    | 06     |
| 3.  | Luxemburg   | 4   | 0 | 0 | 4 | 000:100 | −10   | 0      |

Spielergebnisse
| 30. Oktober 1990                                                                  | Luxemburg | Luxemburg   | – | Deutschland | 0:3 |
| Tore: 0:1 Klaus (48.), 0:2 Klaus (77.), 0:3 Hübner (88.)                          |           |             |   |             |     |
| 26. Februar 1991                                                                  |           | Belgien     | – | Luxemburg   | 2:0 |
| 30. April 1991                                                                    | Osnabrück | Deutschland | – | Belgien     | 3:1 |
| Tore: 1:0 Herrlich (12.), 1:1 Cooreman (27.), 2:1 Herrlich (56.), 3:1 Ziege (60.) |           |             |   |             |     |

### Gruppe 6
Tabelle
| Pl. | Land        | Sp. | S | U | N | Tore    | Diff. | Punkte |
| --- | ----------- | --- | - | - | - | ------- | ----- | ------ |
| 1.  | Niederlande | 6   | 4 | 2 | 0 | 020:400 | +16   | 14     |
| 2.  | Portugal    | 6   | 4 | 2 | 0 | 009:200 | +7    | 14     |
| 3.  | Finnland    | 6   | 2 | 0 | 4 | 007:130 | −6    | 06     |
| 4.  | Malta       | 6   | 0 | 0 | 6 | 005:220 | −17   | 0      |

Spielergebnisse
| 11. September 1990 | Finnland    | – | Portugal    | 0:1 |
| 16. Oktober 1990   | Portugal    | – | Niederlande | 0:0 |
| 18. Dezember 1990  | Malta       | – | Niederlande | 1:4 |
| 8. Februar 1991    | Malta       | – | Portugal    | 1:3 |
| 19. Februar 1991   | Portugal    | – | Malta       | 2:0 |
| 12. März 1991      | Niederlande | – | Malta       | 7:1 |

### Gruppe 7
Tabelle
| Pl. | Land    | Sp. | S | U | N | Tore    | Diff. | Punkte |
| --- | ------- | --- | - | - | - | ------- | ----- | ------ |
| 1.  | Polen   | 6   | 6 | 0 | 0 | 010:200 | +8    | 18     |
| 2.  | England | 6   | 3 | 1 | 2 | 011:500 | +6    | 10     |
| 3.  | Türkei  | 6   | 1 | 1 | 4 | 006:110 | −5    | 04     |
| 4.  | Irland  | 6   | 1 | 0 | 5 | 005:140 | −9    | 03     |

Spielergebnisse
| 16. Oktober 1990  | Irland  | – | Türkei  | 3:2 |
| 16. Oktober 1990  | England | – | Polen   | 0:1 |
| 13. November 1990 | Türkei  | – | Polen   | 0:1 |
| 13. November 1990 | Irland  | – | England | 0:3 |
| 26. März 1991     | England | – | Irland  | 3:0 |
| 16. April 1991    | Polen   | – | Türkei  | 2:0 |

### Gruppe 8
Tabelle
| Pl. | Land         | Sp. | S | U | N | Tore    | Diff. | Punkte |
| --- | ------------ | --- | - | - | - | ------- | ----- | ------ |
| 1.  | Schweden     | 6   | 4 | 2 | 0 | 017:300 | +14   | 14     |
| 2.  | Israel       | 6   | 3 | 2 | 1 | 011:600 | +5    | 11     |
| 3.  | Griechenland | 6   | 1 | 1 | 4 | 006:130 | −7    | 04     |
| 4.  | Zypern       | 6   | 1 | 1 | 4 | 003:150 | −12   | 04     |

Spielergebnisse
| 31. Oktober 1990  | Schweden     | – | Griechenland | 5:0 |
| 21. November 1990 | Zypern       | – | Schweden     | 1:1 |
| 21. November 1990 | Griechenland | – | Israel       | 2:2 |
| 20. März 1991     | Israel       | – | Zypern       | 4:0 |
| 17. April 1991    | Zypern       | – | Griechenland | 1:0 |
| 1. Mai 1991       | Schweden     | – | Zypern       | 6:0 |

## Finalrunde

### Viertelfinale
Für das Viertelfinale waren die acht Gruppensieger qualifiziert.
| Datum |                  | Ergebnis  |                  | Ort      |
| --- | ---------------- | --------- | ---------------- | -------- |
| 10. März 1992 | Deutschland      | 1:1       | Schottland       | Bochum   |
| Tore: 0:1 O’Neill (31.), 1:1 Schmäler (38.)                                                                                         |                  |           |                  |          |
| 23. März 1992 | Schottland       | 4:3       | Deutschland      | Aberdeen |
| Tore: 0:1 Kranz (9.), 0:2 Scholl (40.), 1:2 McKinnon (42.), 1:3 Herrlich (59.), 2:3 Creaney (69.), 3:3 Lambert (78.), 4:3 Rae (87.) |                  |           |                  |          |
| Gesamt: | Deutschland      | 4:5       | Schottland       |          |
| |                  |           |                  |          |
| 11. März 1992 | Tschechoslowakei | 1:2       | Italien          | Trnava   |
| Tore: 0:1 Melli (10.), 0:2 Melli (53.), 1:2 Nečas (85.)                                                                             |                  |           |                  |          |
| 25. März 1992 | Italien          | 2:0       | Tschechoslowakei | Perugia  |
| Tore: 1:0 Luzardi (39.), 2:0 Bertarelli (43.)                                                                                       |                  |           |                  |          |
| Gesamt: | Tschechoslowakei | 1:4       | Italien          |          |
| |                  |           |                  |          |
| 11. März 1992 | Dänemark         | 5:0       | Polen            | Aalborg  |
| Tore: 1:0 Frandsen (11.), 2:0 Molnar (22.), 3:0 Møller (24.), 4:0 Møller (28.), 5:0 Møller (40.)                                    |                  |           |                  |          |
| 25. März 1992 | Polen            | 1:1       | Dänemark         | Zabrze   |
| Tore: 0:1 Andersen (29.), 1:1 Juskowiak (76.)                                                                                       |                  |           |                  |          |
| Gesamt: | Dänemark         | 6:1       | Polen            |          |
| |                  |           |                  |          |
| 11. März 1992 | Niederlande      | 2:1       | Schweden         | Utrecht  |
| Tore: 1:0 Roest (23.), 1:1 Fursth (25.), 2:1 Taument (45.)                                                                          |                  |           |                  |          |
| 25. März 1992 | Schweden         | 1:0       | Niederlande      | Växjö    |
| Tore: 1:0 Simpson (56.) |                  |           |                  |          |
| Gesamt: | Niederlande      | (0)2:2(a) | Schweden         |          |

### Halbfinale
| Datum                                 |            | Ergebnis |            | Ort      |
| ------------------------------------- | ---------- | -------- | ---------- | -------- |
| 9. April 1992                         | Dänemark   | 0:1      | Italien    | Aalborg  |
| Tore: 0:1 Buso (20.)                  |            |          |            |          |
| 22. April 1992                        | Italien    | 2:0      | Dänemark   | Perugia  |
| Tore: 1:0 Buso (54.), 2:0 Muzzi (79.) |            |          |            |          |
| Gesamt:                               | Dänemark   | 0:3      | Italien    |          |
|                                       |            |          |            |          |
| 22. April 1992                        | Schottland | 0:0      | Schweden   | Aberdeen |
| 29. April 1992                        | Schweden   | 1:0      | Schottland | Örebro   |
| Tore: 1:0 Rödlund (81.)               |            |          |            |          |
| Gesamt:                               | Schottland | 0:1      | Schweden   |          |

### Finale
|         | Gesamt |          | Hinspiel  | Rückspiel |
| ------- | ------ | -------- | --------- | --------- |
| Italien | 2:1    | Schweden | 2:0 (0:0) | 0:1 (0:0) |

Hinspiel
| Italien                                               | Italien | Schweden | Schweden |
| ----------------------------------------------------- | --- | --- | -------- |
| Italien                                               | \| 28. Mai 1992 in Ferrara \| \| Ergebnis: 2:0 (0:0) \| \| Zuschauer: 18.000 \| \| Unter-21-Europameisterschaft 1992 Finale Spielbericht \|                                                                                          | \| 28. Mai 1992 in Ferrara \| \| Ergebnis: 2:0 (0:0) \| \| Zuschauer: 18.000 \| \| Unter-21-Europameisterschaft 1992 Finale Spielbericht \|                                                                                 | Schweden |
| Italien                                               | Francesco Antonioli – Mauro Bonomi, Giuseppe Favalli (46. Stefano Rossini), Dino Baggio, Salvatore Matrecano, Rufo Emiliano Verga, Dario Marcolin, Eugenio Corini, Renato Buso, Gianluca Sordo, Alessandro Melli (71. Roberto Muzzi) | Håkan Svensson – Magnus Johansson, Ulf Lilius, Filip Apelstav, Niclas Alexandersson, Håkan Mild, Stefan Landberg, Jörgen Moberg, Stefan Paldan (76. Pascal Simpson), Jonny Rödlund, Niklas Gudmundsson (76. Jesper Jansson) | Schweden |
| Italien                                               | 1:0 Buso (71.) 2:0 Sordo (80.) | | Schweden |
| 28. Mai 1992 in Ferrara                               | | |          |
| Ergebnis: 2:0 (0:0)                                   | | |          |
| Zuschauer: 18.000                                     | | |          |
| Unter-21-Europameisterschaft 1992 Finale Spielbericht | | |          |

Rückspiel
| Schweden                                              | Schweden | Italien | Italien |
| ----------------------------------------------------- | --- | --- | ------- |
| Schweden                                              | \| 3. Juni 1992 in Växjö \| \| Ergebnis: 1:0 (0:0) \| \| Zuschauer: 6.172 \| \| Unter-21-Europameisterschaft 1992 Finale Spielbericht \|                                                                              | \| 3. Juni 1992 in Växjö \| \| Ergebnis: 1:0 (0:0) \| \| Zuschauer: 6.172 \| \| Unter-21-Europameisterschaft 1992 Finale Spielbericht \|                                                                                              | Italien |
| Schweden                                              | Jan Ekholm – Henrik Nilsson, Filip Apelstav, Niclas Alexandersson, Ulf Lilius, Håkan Mild, Stefan Landberg (77., Jonas Axeldal), Jörgen Moberg, Niklas Gudmundsson (53. Stefan Paldan), Jonny Rödlund, Pascal Simpson | Francesco Antonioli – Mauro Bonomi, Salvatore Matrecano, Giuseppe Favalli, Stefano Rossini, Mirko Taccola, Demetrio Albertini, Eugenio Corini, Dario Marcolin (89. Gianluca Sordo), Alessandro Melli (59. Roberto Muzzi), Renato Buso | Italien |
| Schweden                                              | 1:0 Simpson (56.) | | Italien |
| 3. Juni 1992 in Växjö                                 | | |         |
| Ergebnis: 1:0 (0:0)                                   | | |         |
| Zuschauer: 6.172                                      | | |         |
| Unter-21-Europameisterschaft 1992 Finale Spielbericht | | |         |

## Beste Torschützen
| Platz | Spieler          | Tore |
| ----- | ---------------- | ---- |
| 1     | Renato Buso      | 3    |
| 2     | Alessandro Melli | 2    |
|       | Pascal Simpson   | 2    |
|       | Miklos Molnar    | 2    |
|       | Peter Møller     | 2    |